# Vodna turbina
Vódna turbína je pogonski stroj, pri katerem se potencialna energija vode pretvarja v mehansko energijo, ta pa se z električnim generatorjem pretvarja v električno energijo. Turbina in generator tvorita turboagregat. 
Glede na pretvorbo energije, vodne turbine delimo v dve skupini:
- enakotlačne (akcijske) vodne turbine s prostim curkom
  - Peltonova turbina
- nadtlačne (reakcijske) vodne turbine
  - Francisova turbina
  - Kaplanova turbina

Enakotlačne turbine so delno oblite in morajo biti za normalno obratovanje postavljene na spodnjo gladino vode. Nadtlačne pa so polno oblite in izkoriščajo celotni padec vode od zgornje do spodnje gladine.
Vodne turbine locimo tudi glede na smer pretoka vode:
- radialne (Francisova turbina)
- aksialne (Kaplanova turbina)
- diagonalne
- tangencialne (Peltonova turbina)

Delimo pa jih tudi glede na lego osi vodne turbine: 
- navpične
- vodoravne
- poševne

## Specifična vrtilna hitrost
Različne oblike vodnih turbin so razvili zaradi različnih okoliščin uporabe. Najpomembnejši parametri so: tlak vode pred turbino (g.∆H), volumski pretok vode (Q) in predvidena vrtilna hitrost (n).  S pomočjo teorije podobnosti lahko strnemo tri vplivne parametre v en brezdimenzijski pokazatelj: specifično vrtilno hitrost Ns  :
{\displaystyle N_{s}={\frac {n{\sqrt {Q}}}{(gH)^{3/4}}}}
{\displaystyle N_{s}} - specifična vrtilna hitrost
{\displaystyle n} - vrtilna hitrost (število vrtljajev turbine) (1/s)
{\displaystyle Q} - volumski pretok (m³/s)
{\displaystyle H} - tlačna višina (razlika med nivojem zgornje vode in letgo turbine) (m)
{\displaystyle g} - gravitacijski pospešek(m/s²)
Uporabimo podatke za pretok in tlačno višino pri kateri želimo doseči največji izkoristek, to je najpogostejše velikosti teh parametrov.
Pozor: nekatere definicije specifične vrtilne hitrosti ne vsebujejo zemeljskega pospeška. V tem primeru izraz ni brezdimenzijski in se izračunane vrednosti razlikujejo glede na merske enote. V uporabi je tudi podobna definicija, ki se nanaša na specifično vrtilno hitrost v rad-1.
Kraut uporablja oznako ns:
{\displaystyle n_{q}={\frac {n{\sqrt {q}}_{v}}{(H)^{3/4}}}}
kjer ima {\displaystyle q_{v}} enak pomen kot {\displaystyle Q}.

## Primerjalna tabela oblik rotorjev turbin
Tabela je uporabna za vodne turbine in vodne črpalke. Vodne turbine dosegajo višje izkoristke kot črpalke. Tudi velikost stroja vpliva na dosegljiv izkoristek, ta je pri večjih strojih višji.
| {\displaystyle n_{q}} (specifična vrtilna hitrost, vrt. na minuto) | Vrsta rotorja               | Oblika rotorja               | Maks. tlačna višina | Maks. izkoristek (za črpalke) |
| 7 – 30                                                             | Radialna turbina/črpalka    | Radialpumpe mit tiefem nq    | 800 m (bis 1200 m)  | 40 – 88 %                     |
| 50                                                                 | Radialna turbina/črpalka    | Radialpumpe mit mittlerem nq | 400 m               | 70 – 92 %                     |
| 100                                                                | Radialna turbina/črpalka    | Radialpumpe mit hohem nq     | 60 m                | 60 – 88 %                     |
| 135                                                                | Polaksialna turbina/črpalka | Halbaxialpumpe mit tiefem nq | 100 m               | 70 - 90 %                     |
| 160                                                                | Polaksialna turbina/črpalka | Halbaxialpumpe mit hohem nq  | 20 m                | 75 – 90 %                     |
| 160 – 400                                                          | Aksialna turbina/črpalka    | Axialpumpe                   | 2 – 15 m            | 70 – 88 %                     |

Raidalne in polradialne turbine imenujemo tudi Francisove, aksialne pa Kaplanove oziroma v izvedbah za zalo nizke padce cevne turbine.
Peltonove turbine imajo povsem drugačno zasnovo (glej zgoraj), uporabne pa so za zelo nizke vrednosti  {\displaystyle n_{q}}, do 10 vrt./minuto oziroma pri izvedbah z več šobami do 20 vrt./minuto.